# ناثانيل إدواردز
ناثانيل إدواردز (بالإنجليزية: Nathaniel Edwards)‏ هو سياسي نيوزلندي، ولد في 1822. انتخب عضو مجلس النواب النيوزيلندي.